# Miloslav Zapletal
Miloslav Zapletal (* 1. května 1942 Praha), často uváděný jako Miloš Zapletal, je český farmář, spisovatel, redaktor, manažer, scenárista, dramaturg, ředitel produkční agentury, televizní producent a v letech 1989–2008 prezident soutěže Miss České republiky.

## Biografie
V úplnosti se jmenuje Miloslav Alois Karel Zapletal.
Absolvoval Báňskou a energetickou průmyslovou školu v Handlové na Slovensku a několik semestrů Fakulty osvěty a novinářství Univerzity Karlovy. V letech 1966–69 pracoval jako redaktor Československého rozhlasu v Ostravě, poté dva roky ve vydavatelství Puls (Rychlé šípy, Foglarovy knihy). Od 60. let byl postupně manažerem Karla Kryla (kterého objevil v roce 1962 v Teplicích jako recitátora a básníka, a poté jako autora a zpěváka protestsongů), Marie Rottrové, Olympicu, Lenky Filipové a Pražského Výběru.
V letech 1987–90 byl externím dramaturgem Paláce kultury a sportu Vítkovice. Tam obnovil, resp. založil novodobou Miss Československa (od roku 1993 Miss ČR), jejímž prezidentem byl do roku 2008. V roce 1990 založil společně s Michaelem Kocábem agenturu Art Production K, která zastupovala řadu umělců (Lucie Bílá, Hana Hegerová, Bolek Polívka, Marta Kubišová a další), produkovala programy Miss Československo, Tutovka, Vánoční koncert Placido Dominga, Český slavík, Ceny Thálie, Manéž Bolka Polívky, Bolkoviny, Lucie na bílo, EXPO 2000 a zároveň byl scenáristou a producentem některých těchto pořadů.
V roce 2008 prodal práva na pořad Miss České republiky a začal podnikat na Farmě Blaník. Napsal několik knih o Miss České republiky, je spoluautorem knížky Zapomenuté divadlo Ateliér. V současnosti píše další knihy, které budou vydány ve vydavatelství Mladá fronta. Je jednatelem a spolumajitelem Farmy Blaník. 
Je počtvrté ženatý, žije s manželkou Hanou Zapletalovou (roz. Hotovou), která byla produkční a posléze manažerkou Farmy Blaník. Roku 2021 farmu prodali.
Má čtyři syny – Petra, Roberta, Miloslava a Petra.

## Dílo

### Televizní programy
- Divadélko pod věží
- Zlatý Krokodýl
- 20 let Olympicu
- Čtvrtstoletí rokenrolu
- Manéž Bolka Polívky
- Pop Móda
- Tutovka
- Bolkoviny
- Český slavík
- Rocková liga
- Ceny Thálie
- Top Modelka
- Lucie na bílo
- Bílé vánoce Lucie Bílé
- Miss České republiky.

### Film
- Pražákům, těm je hej

### Knihy
- Nepravosti
- Jak se dělá Miss
- 20 let Miss aneb Říkali mi prezidente.
- Nesmrtelní
- Báchorky blanického rytíře
- Za zády slavných
- Nesmrtelní, slavní mladí staříci (Jiří Grygar, Milan Lasica, Radkin Honzák, Jiří Suchý, Jiřina Bohdalová, Pavel Pafko, Luboš Perek, Karel Gott, Václav Vorlíček, Dana Zátopková, aj., (2018)